# Martin Elmiger
Martin Elmiger (født 23. september 1978 i Hagendorn) er en tidligere professionel schweizisk landevejscykelryttert som blev professionel i 2001.